# Lista seriilor Lego
Aceasta este o listă a seriilor de jocuri Lego produse de compania cu același nume.
| Nume                  | Produs                                   | Surse |
| --------------------- | ---------------------------------------- | ----- |
| Lego 4+               | 2003-2004                                |       |
| Lego Adventures       | 1998-2001, 2003                          |       |
| Lego Arhitecture      | 2008-prezent                             |       |
| Lego Avatar           | 2022-prezent                             | [ 1 ] |
| Lego City             | 20005-prezent                            |       |
| Lego Creator          | 2003-prezent                             |       |
| Lego Disney           | 2012-prezent                             |       |
| Lego DOTS             | 2020-prezent                             |       |
| Lego Duplo            | 1969-prezent                             | [ 2 ] |
| Lego Elves            | 2015-2018                                |       |
| Lego Friends          | 2012-prezent                             |       |
| Lego Ghostbusters     | 2014-2016, 2018, 2020                    |       |
| Lego Harry Potter     | 2001-2005, 2007, 2010-2011, 2018-prezent |       |
| Lego Jurassic World   | 2015, 2018-prezent                       |       |
| Lego Legends of Chima | 2013-2015                                |       |
| Lego Mindstorms       | 1998-2022                                |       |
| Lego Minecraft        | 2012-prezent                             |       |
| Lego Minifigures      | 2010-prezent                             |       |
| Lego Mixels           | 2014-2016                                | [ 3 ] |
| Lego Nexo Knights     | 2016-2018                                |       |
| Lego Ninjago          | 2011-prezent                             |       |
| Lego Overwatch        | 2018-prezent                             | [ 4 ] |
| Lego Speed Champions  | 2015-prezent                             |       |
| Lego Star Wars        | 1999-prezent                             |       |
| Lego Super Mario      | 2020-prezent                             |       |
| Lego Unikitty!        | 2018                                     |       |